# Telescrivente

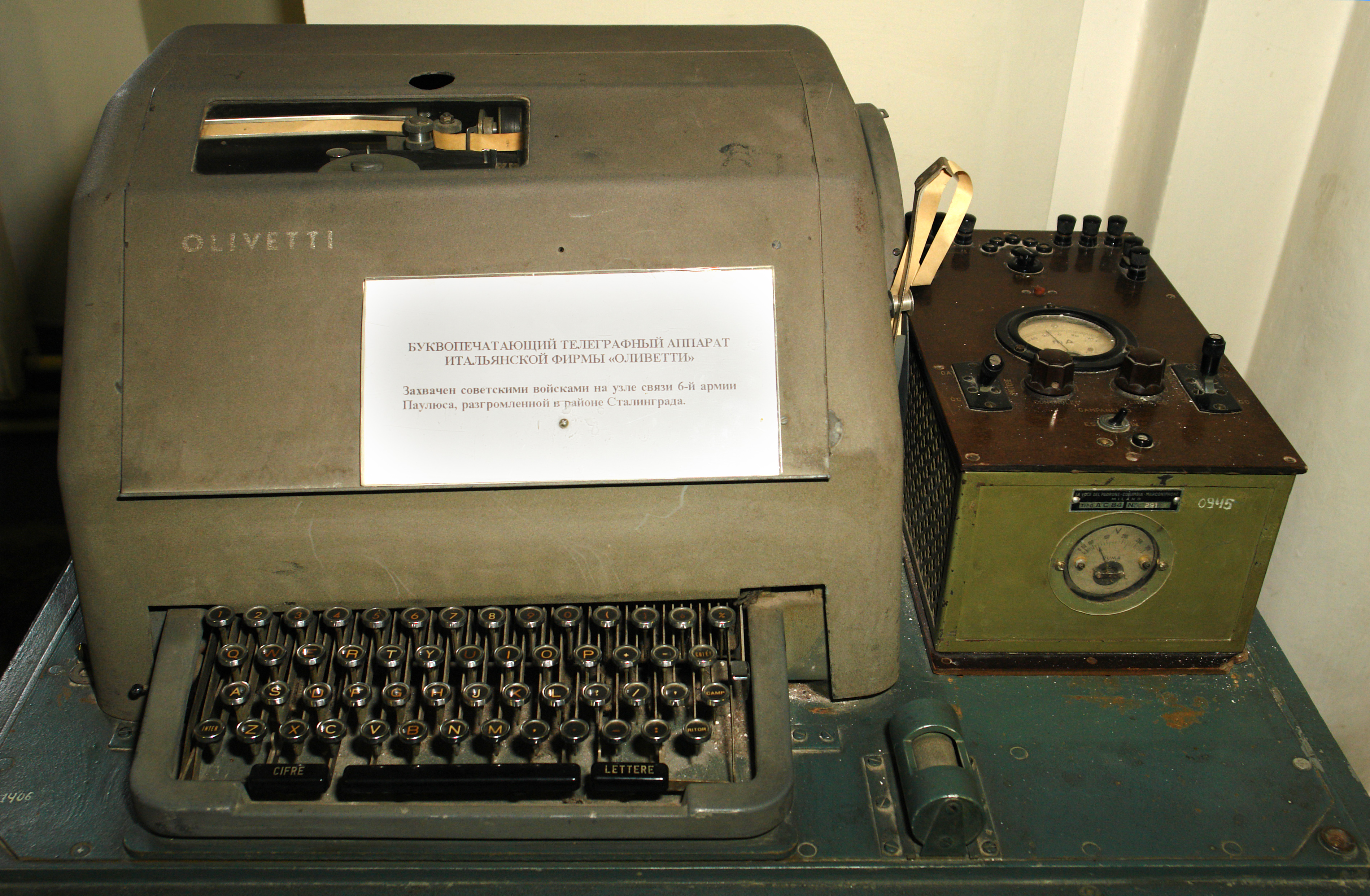
Telescrivente Olivetti T1 Tipo AC.84 no.291

La telescrivente è un dispositivo elettromeccanico molto usato in passato per trasmettere messaggi di testo attraverso la rete telegrafica. I modelli più recenti sono interamente elettronici e visualizzano il testo su un monitor invece di stamparlo. 
La telescrivente fu dunque a tutti gli effetti un'evoluzione del telegrafo per la comunicazione dati a distanza tra due utenti attraverso un terminale molto simile a una macchina per scrivere e un primo passo verso le future reti di calcolatori.
L'ideazione della telescrivente è frutto del lavoro di diversi ingegneri, tra cui Royal E. House, David Edwin Hughes, Charles Krum ed Émile Baudot. Ma a perfezionarla fu Frederick G. Creed nel 1897.
Le compagnie aeree comunicano ancora con la telescrivente sulle reti SITA o AFTN. Per esempio il sistema informatico della British Airways utilizza ancora (2004) il sistema a telescrivente per comunicare con i sistemi delle altre compagnie aeree.
Lo stesso avviene per i sistemi PARS (Programmable Airline Reservation System) e IPARS, che utilizzano un codice a 6 bit delle telescriventi, poiché richiede una banda limitata. Un messaggio teletype ha infatti una dimensione minore rispetto a un messaggio in XML.

## Funzionamento
Molte telescriventi utilizzano un codice a 5 bit, il codice Baudot o ITA2, che definisce un set di 32 caratteri. Per comporre numeri e caratteri speciali si utilizza il tasto shift della tastiera, che aggiunge un set alternativo di codifiche (codice FIGS).
Alcune versioni utilizzano una serie di simboli FIGS specifici per particolari applicazioni, come i bollettini meteorologici.
Nel complesso la qualità dei messaggi inviati è scarsa per gli standard attuali, mancano per esempio i caratteri minuscoli e la velocità è molto bassa.
Il sistema Baudot è asincrono con bit di start e di stop: i bit di start e stop dei sistemi asincroni usati attualmente derivano dalla tecnologia elettromeccanica delle telescriventi. I primi sistemi usavano sistemi sincroni, ma la difficoltà di mantenere sincronizzati i sistemi meccanici era eccessiva. Altre codifiche furono sviluppate, come Fieldata e Flexowriter ma non ebbero la diffusione del Baudot.
I circuiti di telescriventi erano a volte interconnessi con un sistema a nastro perforato. Complesse reti commerciali e militari erano strutturate in questo modo. Le centrali di commutazione avevano schiere di perforatori e lettori di nastri; personale specializzato leggeva la destinazione dei nastri e li inseriva nella telescrivente per il reinvio.
Il traffico ordinario poteva richiedere ore per essere smistato, mentre i messaggi con priorità alta, riconoscibili da una particolare perforazione venivano inviati subito: addirittura venivano inseriti nel lettore per la ritrasmissione mentre ancora continuavano a uscire dal perforatore. Alcune telescriventi incorporavano un perforatore e lettore di nastri per permettere la creazione dei messaggi senza essere collegati.
Diverse telescriventi potevano essere interconnesse sullo stesso filo per diffondere un messaggio, ed era inoltre frequente la trasmissione via radio (chiamata RTTY), quest'ultima ancora in uso da parte dei servizi meteorologici sulle onde corte, come per esempio il Deutscher Wetterdienst e dai radioamatori.

## Modelli prodotti
Il termine teletype era un marchio registrato della ditta Teletype Corporation di Skokie, Illinois, Stati Uniti. Fondata nel 1906, venne assorbita dalla AT&T nel 1930 e chiuse nel 1990. I terminali teletype erano contraddistinti da un numero di modello, che poteva essere seguito da lettere indicanti la particolare configurazione:
- RO  - solo per ricezione;
- KSR - invio e ricezione da tastiera;
- ASR - ricezione e invio automatico (per esempio con nastro perforato).

I principali modelli sono stati:
- 12 - 1922 - primo modello per impiego generale;
- 14 - 1925 - 60.000 pezzi prodotti;
- 15 - 1930 - impiegato dall'esercito statunitense durante la seconda guerra mondiale, 200.000 unità prodotte;
- 28 - 1950 - uno dei modelli più robusti mai costruiti;
- 32/33 - 1961 - modello economico interamente meccanico. Il 32 usava il codice Baudot, il 33 il codice ASCII. Quest'ultimo fu usato come terminale nell'era dei primi minicomputer;
- 35 - 1961 - versione ASCII del modello 28;
- 42/43 - 1979 - modello elettronico con stampante ad aghi.

I primi modelli avevano una tastiera con tre file di tasti e usavano solamente lettere maiuscole. Utilizzavano un codice a 5 bit, il codice Baudot, e potevano trasmettere circa 60 parole al minuto.
Successivamente furono prodotti modelli con quattro file di tasti e impieganti il codice ASCII, una innovazione giunta più o meno nello stesso periodo della prima diffusione di massa dei computer.
Il modello ASCII numero 33 fu prodotto in circa 100.000 esemplari e oggi qualunque personal computer con una porta seriale è in grado di emulare la funzionalità di questa telescrivente. L'unica differenza è che le telescriventi richiedevano necessariamente due bit di stop per essere affidabili, mentre oggi le comunicazioni seriali asincrone utilizzano un solo bit di stop.

## Le telescriventi in Italia
In Italia, le telescriventi iniziarono a essere prodotte dalla Olivetti nel 1936 per una commessa della Marina Militare. Le tre generazioni si chiamarono T1, T2 e Te 300.

## L'era del computer

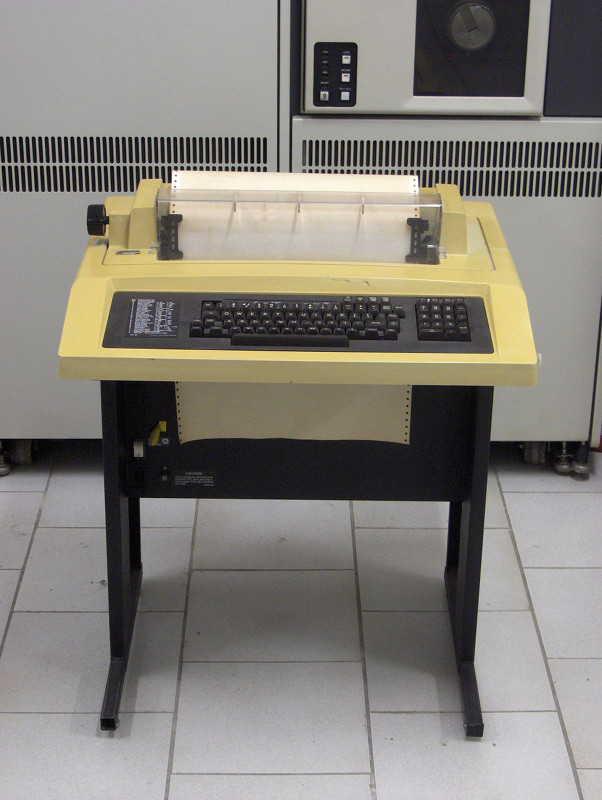
Una telescrivente Digital Decwriter III

Alcuni dei primi computer (per esempio l'LGP-30) utilizzavano una telescrivente per l'input/output dei dati. Le telescriventi furono usate anche come primi terminali interattivi.
Non avevano monitor e l'utente digitava i comandi dopo che l'apparecchio aveva stampato un simbolo (il prompt) con cui notificava di essere pronto a riceverne. Da questa modalità di interazione è derivata l'attuale interfaccia a riga di comando. Anche il sistema di bit di start, stop e parità usato nei modem risale a questo periodo.
In informatica, specialmente nei sistemi Unix e simili (per esempio GNU/Linux), i terminali esterni al computer, relativi per esempio ad accessi via modem o porta seriale, sono ancora contraddistinti dal prefisso TTY (es. /dev/tty3).

## Verifica del funzionamento
Per verificare il funzionamento delle telescriventi si usava frequentemente il pangramma inglese "The quick brown fox jumps over the lazy dog" che utilizza tutte le 26 lettere dell'alfabeto anglosassone. In italiano si utilizzava la frase: "Fabrizio ha visto Max acquistandogli juta per new york". I pangrammi sono frasi di senso compiuto le più brevi possibile nelle quali vengono utilizzate tutte le lettere dell'alfabeto.
Nelle telecomunicazioni aeronautiche, nella rete R.S.F.T.A dell'Aeronautica Militare la procedura per la prova del buon collegamento telex consisteva nella battitura di una lunga serie di RYRYRYRYRYRY: se il corrispondente riceveva lettere diverse dall'RY il collegamento non era "sicuro". I messaggi riservati composti in cifrato o in codice potevano assumere perciò significati totalmente diversi dall'originale. Per la prova di una singola telex il pangramma era: "FZ LA BANDIERA DEI TRE COLORI EST SEMPRE STATA LA PIÙ BELLA NOI VOGLIAMO SEMPRE QUELLA CHE CI DIE LA LIBERTÀ".
Le telescriventi A.M. erano utilizzate da avieri marconisti e anche radaristi.